# Karhusaari
Pour l'île de l'archipel de Kotka, voir Karhusaari (Kotka).
Karhusaari est une île et forme un quartier du district de Östersundom à Helsinki en Finlande

## Description
Le quartier de Karhusaari (en finnois : Karhusaaren kaupunginosa) a une superficie de 1,59 km2, sa population s'élève à 410 habitants(1.1.2010). Karhusaari faisait partie de Sipoo quand il est rattaché en 2009 à Östersundom. L'île est accessible par la route Seututie 170.
La villa Sinebrychoff, construite au XIXe siècle, abrite le centre d'art de Karhusaari.

## Transports
L'île est reliée à la route régionale 170. 
La ligne de bus 93K (Itäkeskus (M) - Östersundom - Karhusaari - Landbo) dessert Karhusaari.

## Galerie

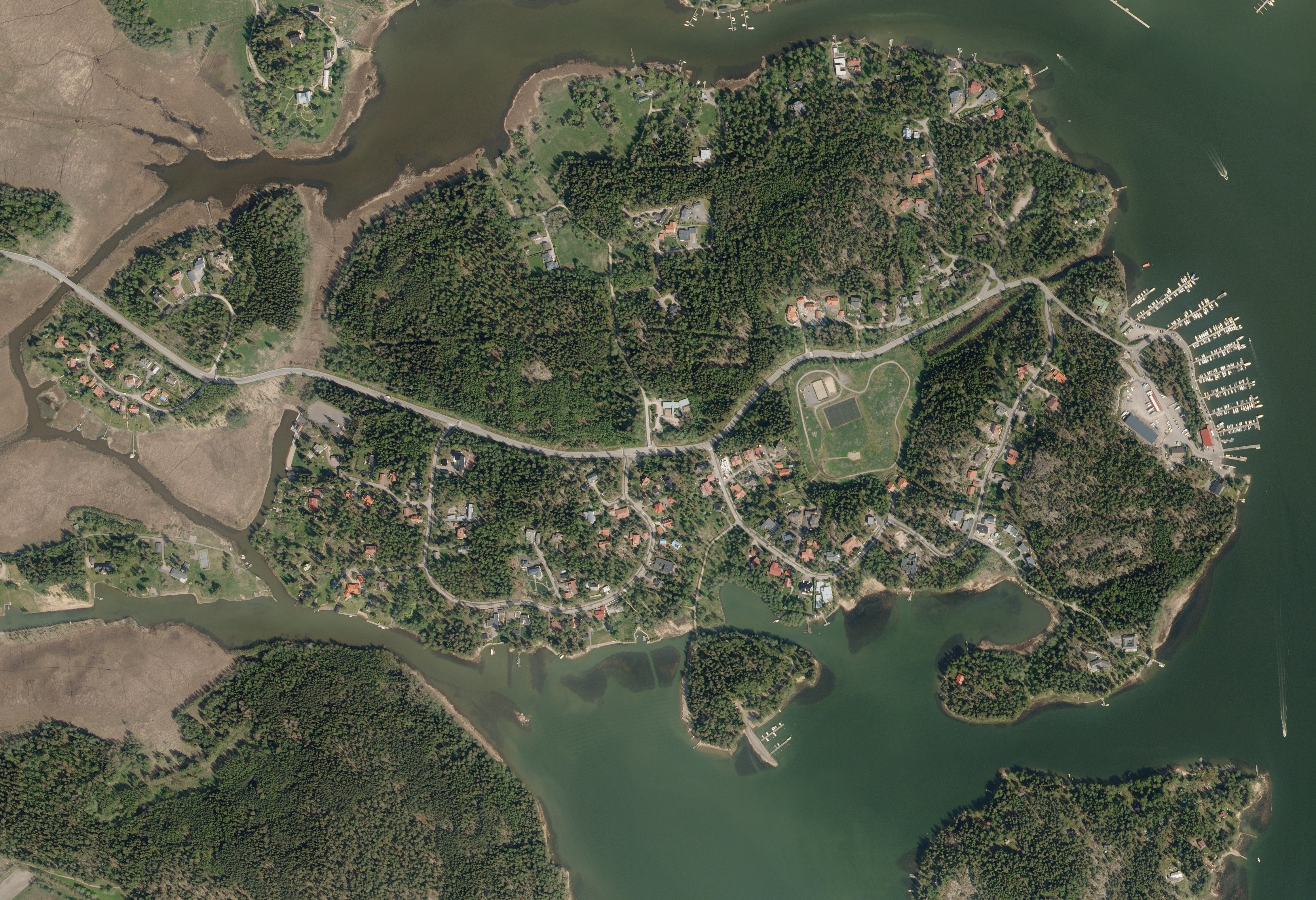
Vue aérienne de Karhusaari.
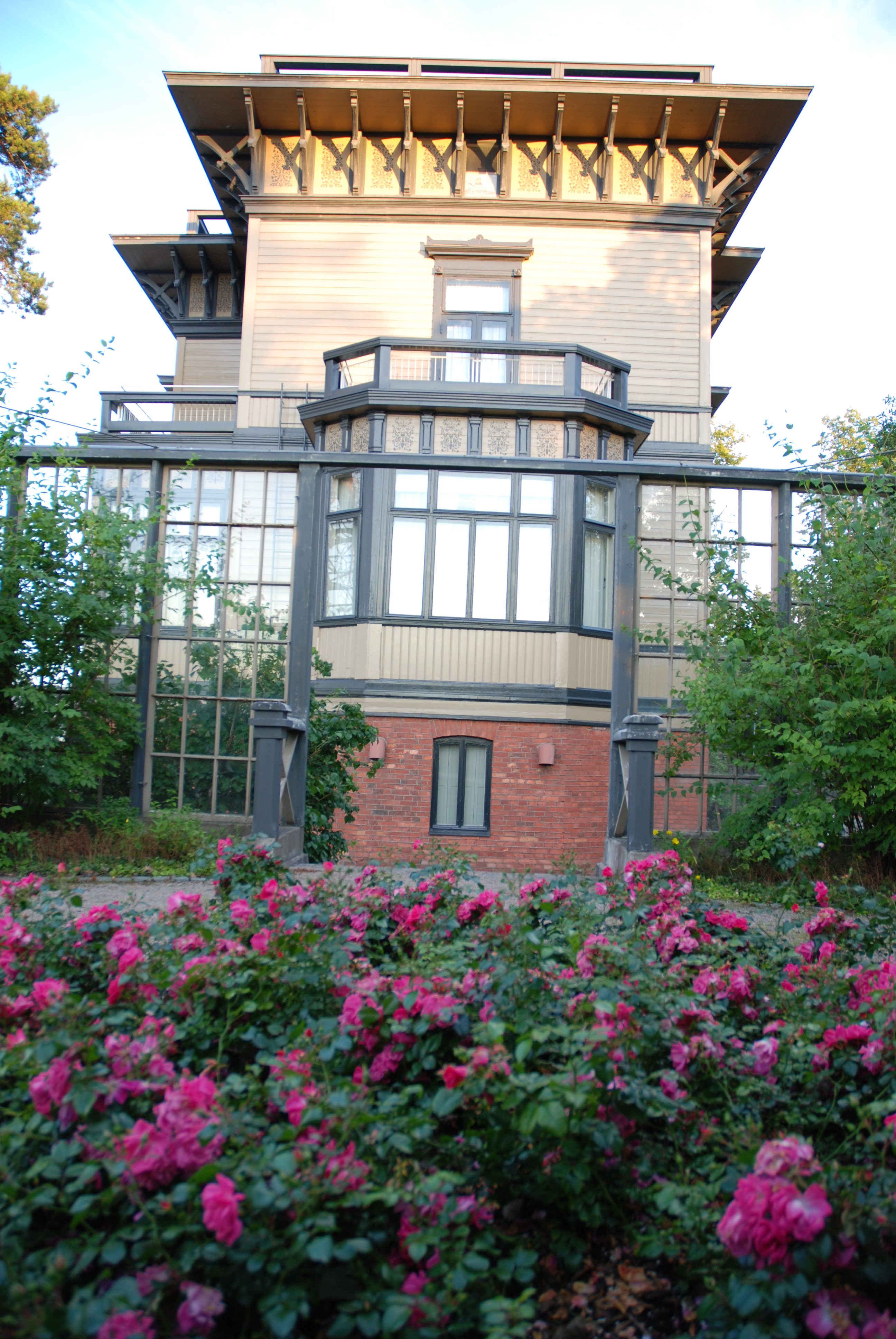
La villa Sinebrychoff.
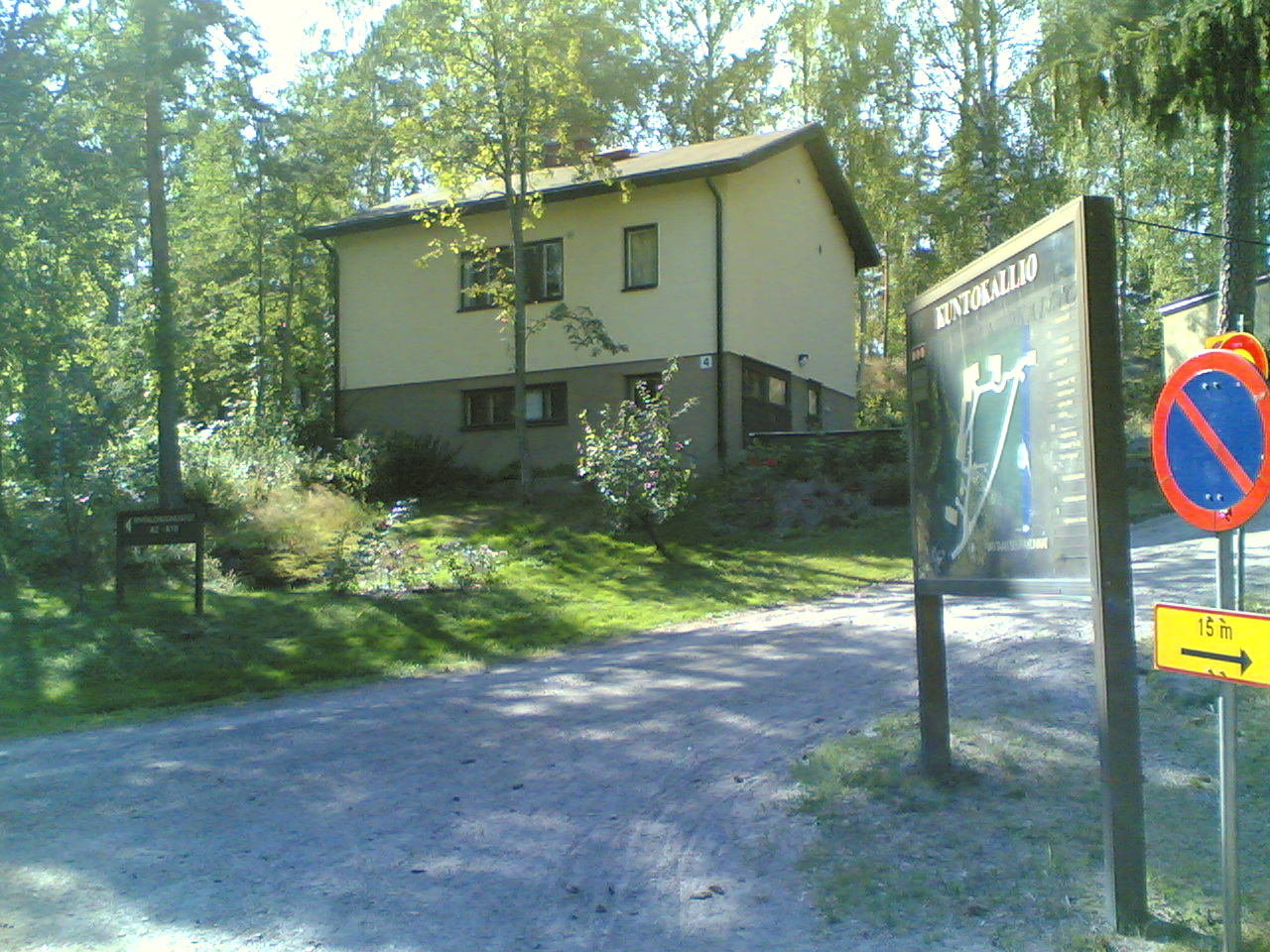
Kuntokallio.
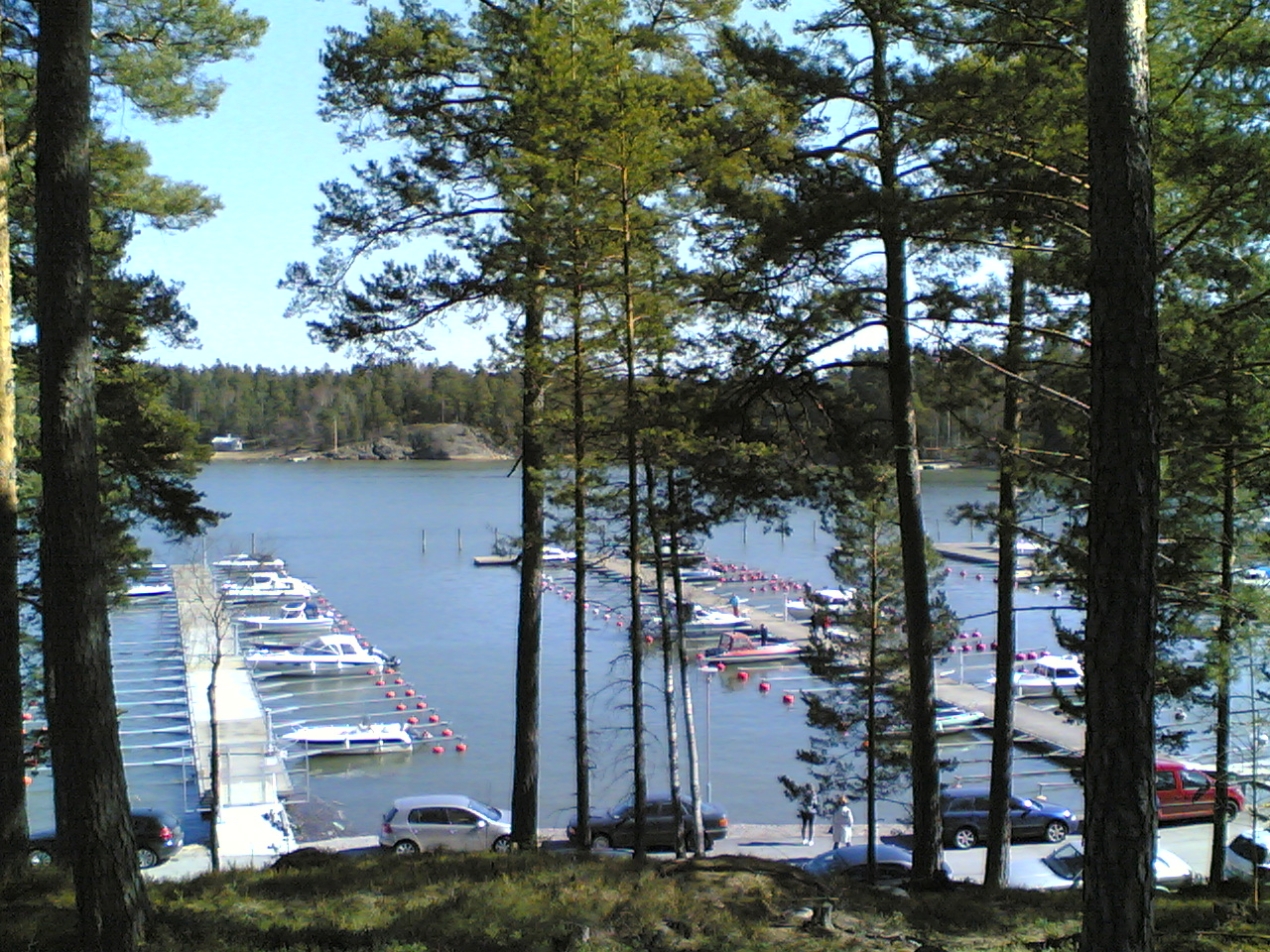
Le port de plaisance.